# Усть-Дёмино
Усть-Дёмино — деревня в Смоленской области России, в Ельнинском районе. Население – 3 жителя (2007 год)  Расположена в юго-восточной части области в 20 км к востоку от города Ельня, в 10 км севернее автодороги Р96 Новоалександровский(А101)- Спас-Деменск — Ельня — Починок, на берегу реки Демина. В 5 км к югу от деревни железнодорожная станция Коробец на линии Смоленск - Сухиничи. Входит в состав Коробецкого сельского поселения.

## История
В 1942 году в районе деревни действовал партизанский полк им. Лазо.

## Экономика
Близ деревни найдены месторождения строительных песков и гравия .